# Орёл-Изумруд
Орёл-Изумру́д — село в Адлерском районе муниципального образования «город-курорт» Сочи Краснодарского края. Входит в состав Молдовского сельского округа.

## География
Село находится у слияния рек Большая Херота и Малая Херота в Хероту, на расстоянии 25 км к юго-востоку от Центрального Сочи и 3 км к северу от черноморского побережья.

## Население
| 2002 | 2010  | 2021  |
| ---- | ----- | ----- |
| 4555 | ↗5726 | ↗7874 |

### Половой состав
По данным Всероссийской переписи, в 2010 году численность населения села составляла 5726 человек (2998 мужчин и 2728 женщин).

## Улицы
| - ул. 10 лет Октября, - ул. Банановая, - ул. Дачная, - пер. Изумрудный, | - ул. Лазурная Долина, - ул. Малиновая, - ул. Петрозаводская, - пер. Прибыльный, | - ул. Славинская, - ул. Троицкая, - пер. Троицкий, - ул. Холмская. |